# Cora Sue Collins
Cora Susan Collins (Beckley, Virginia Occidental, 19 de abril de 1927-Beverly Hills, 27 de abril de 2025) fue una actriz infantil estadounidense de la Edad de Oro de Hollywood. Aunque no hizo la transición a estrella adulta, y su carrera en Hollywood duró brevemente 13 años, apareció en 47 películas.

## Primeros años y carrera
Cora Susan Collins nació el 19 de abril de 1927 en Beckley, Virginia Occidental. Más tarde se trasladó a Los Ángeles, California, junto con su madre y su hermana mayor. Collins debutó como actriz en The Unexpected Father en 1932 a la edad de cinco años. Su salario declarado en 1934 era de 250 dólares semanales (equivalente a 5,469 dólares en 2022).
A lo largo de las décadas de 1930 y 1940, Collins apareció en numerosas películas, entre ellas Queen Christina', Anna Karenina, y All This, and Heaven Too. A menudo fue elegida para interpretar a la hija de los protagonistas o a la protagonista de su infancia. Inicialmente fue elegida para interpretar a Becky Thatcher en The Adventures of Tom Sawyer (1938), pero su papel fue cambiado por el de Amy Lawrence porque se consideró que Collins era demasiado alta para Tommy Kelly. Dijo que el escritor Harry Ruskin, 33 años mayor que ella, intentó forzarla a tener relaciones sexuales con él a cambio de un buen papel a la edad de 15 años. Ella se negó y le contó lo sucedido a Louis B. Mayer, quien se mostró indiferente y desdeñoso al respecto. Uno de sus escasos papeles protagonistas fue en la película dramática de 1945 Youth on Trial, en la que interpretaba a la hija delincuente juvenil de un juez. Su última aparición en el cine fue en 1945, tras lo cual se retiró del mundo del espectáculo a los 18 años.

## Vida personal
Hacia 1944, Collins se casó con Ivan Stauffer, un rico ranchero de Nevada. En 1960, unos ladrones robaron dos abrigos de visón de su casa mientras estaba de vacaciones. Alrededor de 1961, se casó con James Morgan Cox. En un artículo de 1996, se hacía referencia a Collins como Susie Nace y vivía en Phoenix, Arizona. Su marido por aquel entonces era el propietario de un teatro, Harry Nace, quien falleció en junio de 2002 a la edad de 87 años. Tras aparecer junto a Greta Garbo en dos películas, Collins y Garbo mantuvieron contacto hasta la muerte de Garbo en 1990.
Murió el 27 de abril de 2025 en su casa de Beverly Hills por complicaciones derivadas de un derrame cerebral.

## Filmografía

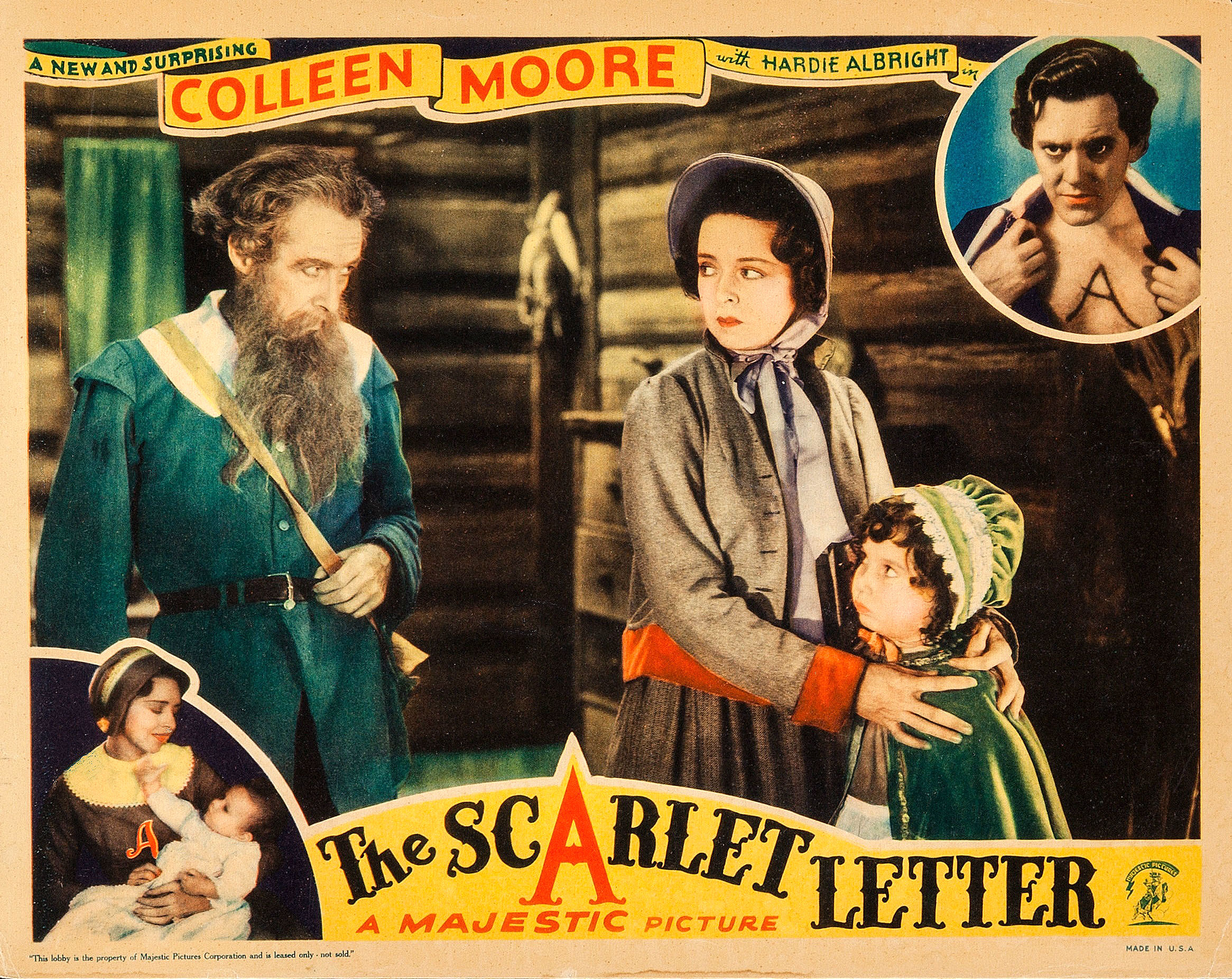
Cora Sue Collins como Pearl (en verde) en The Scarlet Letter (1934)

| Año  | Título                          | Papel                     | Notas         |
| ---- | ------------------------------- | ------------------------- | ------------- |
| 1932 | The Unexpected Father           | Pudge                     |               |
| 1932 | Smilin' Through                 | Joven Kathleen            |               |
| 1932 | Silver Dollar                   | Maryanne Martin, de joven |               |
| 1932 | They Just Had to Get Married    | Rosalie                   |               |
|      | The Strange Case of Clara Deane | Nancy a los 4 años        |               |
| 1933 | Picture Snatcher                | la niña de Jerry          |               |
| 1933 | Jennie Gerhardt                 | Vesta a los 6 años        | Sin acreditar |
| 1933 | Torch Singer                    | Sally a los 5 años        |               |
| 1933 | The Prizefighter and the Lady   | Hija del granjero         | Sin acreditar |
| 1933 | The Sin of Nora Moran           | Nora Moran, de niña       |               |
| 1933 | Queen Christina                 | Queen Christina, de niña  | Sin acreditar |
| 1934 | Black Moon                      | Nancy Lane                |               |
| 1934 | The World Accuses               | Pat Collins               |               |
| 1934 | Treasure Island                 | Joven en la posada        | Sin acreditar |
| 1934 | The Scarlet Letter              | Pearl                     |               |
| 1934 | The Spectacle Maker             | La pequeña princesa       | Sin acreditar |
| 1934 | Caravan                         | Latzi, de niña            | Sin acreditar |
| 1934 | Evelyn Prentice                 | Dorothy Prentice          |               |
| 1934 | Little Men                      | Daisy                     |               |
| 1935 | Naughty Marietta                | Felice                    |               |
| 1935 | Public Hero No. 1               | Chica pequeña             | Sin acreditar |
| 1935 | Mad Love                        | El paciente cojo de Gogol | Sin acreditar |
| 1935 | Anna Karenina                   | Tania                     |               |
| 1935 | The Dark Angel                  | Kitty, de niña            |               |
| 1935 | Two Sinners                     | Sally Pym                 |               |
| 1935 | Harmony Lane                    | Marian Foster             |               |
| 1935 | Mary Burns, Fugitive            | Little girl               | Sin acreditar |
| 1935 | Magnificent Obsession           | Ruth                      |               |
| 1936 | The Harvester                   | Naomi Jameson             |               |
| 1936 | Devil's Squadron                | Mary                      |               |
| 1936 | Three Married Men               | Sue Cary                  |               |
| 1938 | The Adventures of Tom Sawyer    | Amy Lawrence              |               |
| 1939 | Stop, Look and Love             | Dora Haller               |               |
| 1940 | All This, and Heaven Too        | Louise de Rham            | Sin acreditar |
| 1941 | Blood and Sand                  | Encarnacion, de niña      | Sin acreditar |
| 1942 | Get Hep to Love                 | Elaine Sterling           |               |
| 1942 | Johnny Doughboy                 | Ella misma                |               |
| 1945 | Youth on Trial                  | Cam Chandler              |               |
| 1945 | Roughly Speaking                | Elinor Randall, de joven  | Sin acreditar |
| 1945 | Week-End at the Waldorf         | Jane Rand                 |               |

## Lectura adicional
- Dye, David (1988). Child and Youth Actors: Filmography of Their Entire Careers, 1914-1985. Jefferson, NC: McFarland & Co., p. 35.
- Best, Marc (1971). Those Endearing Young Charms: Child Performers of the Screen. South Brunswick and New York: Barnes & Co., p. 35-39.
- Willson, Dixie (1935). Little Hollywood Stars. Akron, OH, and New York: Saalfield Pub. Co.